# Bátori Éva
Bátori Éva (Makó, 1963. november 27. –) magyar operaénekes (szoprán), érdemes és kiváló művész, a Halhatatlanok Társulatának örökös tagja. 

## Élete
Tanulmányait a Liszt Ferenc Zeneművészeti Főiskolán végezte, majd felvételt nyert a bécsi Staatsoper operastúdiójába. 1992-ben a lipcsei, majd 1995-ben a kölni Operához szerződött. Számos alkalommal fellépett Frankfurtban, Hannoverben és más európai dalszínházakban is. A Német Televízió Mozart operáiból (Figaro házassága, Don Giovanni, Così fan tutte) készített sorozatot szereplésével. Micaelaként lépett színpadra a Bregenzi Ünnepi Játékok Carmen-produkciójában, valamint Desdemonát alakította (Verdi: Otello) az ausztriai St. Margarethenben. Több alkalommal vendégszerepelt Japánban, többek között a bécsi Staatsoperrel, a Wiener Mozart Orchesterrel valamint a Magyar Állami Operaház társulatával. A Pekingi Operát a bécsi Staatsoper Figaro házassága előadásával nyitották meg, amelyben a Grófnét énekelte nagy sikerrel. Az USA-ban is visszatérő vendég: Seattle-ben a Tosca címszerepében és A Nyugat lánya Minnie-jeként lépett közönség elé, Philadelphiában és a New York-i Avery Fisher Hallban pedig több alkalommal koncertezett.

## Főbb szerepei
- Bizet: Carmen - Micaela
- Csajkovszkij: Jevgenyij Anyegin — Tatyjana
- Donizetti: Szerelmi bájital - Adina
- Mozart: Così fan tutte - Fiordiligi
- Mozart: Figaro házassága — Almaviva grófné, Susanna
- Mozart: Titus kegyelme - Servilia
- Mozart: Don Giovanni — Donna Elvira
- Puccini: A köpeny - Giorgetta
- Puccini: Bohémélet - Mimi
- Puccini: Gianni Schicchi - Lauretta
- Ifj. Johann Strauss: A denevér - Rosalinda
- Richard Strauss: Elektra - Chrysothemis
- Verdi: Aida - Aida
- Verdi: Otello - Desdemona
- Verdi: Traviata - Violetta

## Díjai
- 2003 – Székely Mihály-emlékplakett
- 2004 – Oláh Gusztáv-emlékplakett (színpadi)
- 2005 – Érdemes művész
- 2019 – Kiváló művész[2]
- 2025 – Halhatatlanok Társulatának örökös tagja